# Universidad del Norte de Florida
La Universidad del Norte de Florida (University of North Florida en idioma inglés) es una universidad pública del sistema universitario estatal de Florida ubicada en la ciudad de Jacksonville, Florida, en Estados Unidos.

## Centros docentes
La Universidad del Norte de Florida está formada por 5 facultades que ofrecen 53 titulaciones de grado y 28 de posgrado:
- Facultad de Artes y Ciencias (College of Arts and Sciences)
- Facultad de Negocios Coggin (Coggin College of Business)
- Facultad de Informática, Ingeniería y Construcción (College of Computing, Engineering, and Construction)
- Facultad de Educación y Servicios Humanos (College of Education and Human Services)
- Facultad de Salud Brooks (Brooks College of Health)

## Deportes
Los Ospreys compiten en la ASUN Conference de la División I de la NCAA.